# Манол Васев
Манол Васев Николов – Тракиеца, с истинско име Йордан Сотиров Барлака, според спомените на анархиста Ангел Вълчанов е роден в гр. Кюстендил през 1898 г. Единственият документ за самоличност, издаден на името на Манол Васев Николов е от 20 март 1953 г. в гр. Хасково. Според него е роден на 15 септември 1897 г. в с. Таханджик.
Още като младеж Йордан Сотиров е вдъхновител на борбите на тютюневите работници в Кюстендил. Той е популярен трибун и организатор на анархистическото движение в района.
Първата проява в неговата революционна дейност е участието му в откриването, заедно Никола Огнянов на 7 януари 1923 г., на 5-ти анархистически конгрес в гр. Ямбол.
Само месец след конгреса, по време на тютюневите стачки, Йордан от трибуната в центъра на Кюстендил призовава работниците за борба срещу монархията и диктатурата. Тогава митингът е обграден от армия и полиция. Комендантът на града Шарланджиев заедно с група войници се устремява към трибуната, за да го свали от нея. Привържениците на Йордан Сотиров го обграждат, вдигат на ръце, а той с изстрел ранява коменданта и в паниката сред армията и полицията успява да избяга. Укрива се в горите при един толстоист за известно време.
В започналите арести са задържани над тридесет души анархисти, от които пет жени, в това число и съпругата му – Маруша. Арестуваните са откарани в Държавна безопасност в гр. София за следствие, издирване на беглеца и съдебни процеси. Тъй като не го открива, съдът издава срещу него тежка задочна присъда – 16 години тъмничен затвор.
С помощта на свои съмишленици Йордан е доведен и временно укрит в Хасково от анархиста Делчо Василев Демирев. Тук той заживява с новото име Манол Васев Николов – Тракиеца. Регистрирането му става с помощта на тракийския деятел Сотю Попето, член на анархистката организация, работещ в регистратурата на общината.
Като тютюнев работник в Хасково Манол Васев започва работа в складовете на „Аладар“ и „Никотеа“ и моментално се включва в работническите борби. Той е един от членовете и съорганизатор на единнофронтовската организация за борба срещу монархията и режима на Александър Цанков. През 1923 – 1924 г. е деен участник, инициатор и организатор на политическата чета „Христо Ботев“, идея възприета и от комунисти, и от земеделци. Първата група на четата излиза през април 1924 г. През август 1924 г. в гората излизат анархистите Манол Васев, Делчо Братанов, Иван Василев, Пенчо Мазнев и Тенчо Георгиев със задача да организират групи по селата и да се присъединят към четата.
Манол Васев в началото на тридесетте години е активен организатор на митинги, събрания и стачки срещу въвежданата тогава нова технология за обработка на тютюните наричана „тонга“, По този повод издава в голям тираж брошурата „На борба срещу тонгата“. В резултат прилагането технологията, която би довела го увеличаване на безработицата в тютюневия бранш и верижна реакция и в други браншове е забавено с няколко години.
През периода 1932 – 1934 г. Манол Васев е активен участник в организирането на безвластническата синдикалистка земеделска организация „Власовденско движение“. То е федерация, а по-късно и конфедерация на дружества от над 20 села от хасковска околия и други места в страната. „Власовден“ е приемана от земеделски стопани с различни идейни възгледи: земеделци, анархисти, комунисти и социалисти.
Федерацията съществува до 1935 г. с официално утвърден устав, чийто автори са анархистите Георги Сарафов и Христо Геренкювлиев, пръв председател за хасковския район. Организацията има и свой печатен орган – в. „Власовден“ под редакцията на Панайот Михайлов.
Член на конфедерацията е и известният писател Йордан Ковачев от Пловдив. На основание на свободните принципи на конфедерацията върху предоставена от анархиста Ангел Вълчанов, ведно с необходимия инвентар и работен добитък е учредена кооперация. Тя просъществува само две години поради голяма суша. Правени са опити за възстановяване на федерацията и след 9 септември 1944 г., но тя е забранена от самонаричащата се „комунистическа“ власт.
Твърде скоро народът вместо народна свобода получава „народна власт“.
Започват репресии срещу анархистите: закриват се клубове, правят се опити за спиране на вестник „Работническа мисъл“, много са арестуваните. Това променя сериозно отношението към властта на ОФ и налага свикването на две последователни национални конференции – в края на октомври 1944 г. и на 10 март 1945 г. – втората се превръща в редовен конгрес на ФАКБ. Делегат е и Манол Васев. Тогава е извършен и първият голям погром по съветски образец на властите над анархистическото движение, като всичките 86 делегати са арестувани в конгресната зала в Дома на инвалидите – Княжево, отведени са в „Дома на слепите“ и впоследствие са изпратени в концлагера край Дупница.
После се зареждат много месеци и години в концентрационни лагери: Росица, Куциян, Белене, по затворите в Шумен, Стара Загора и Сливен. Монтирани са обвинения и шантажи от вида на: саботаж срещу образуването на ТКЗС, действия срещу народната власт, укриване на оръжие, подготовка за бягство зад граница и други подобни.
Въпреки това Манол Васев произнася речи в театралните салони на Хасково, Кърджали и Момчилград през 1945 и 1946 г. Под негово ръководството, като е водач на анархистите в района се образува група, която си поставя за задача да събира помощи за репресирани от закона анархисти. Същата група бива взета на разработка от Държавна сигурност и проведена през 1948 г., като участниците в групата са осъдени на различни срокове затвор, а Манол Васев се изолиран в затвора.
Манол Васев си остава анархист и до последния си ден, 12 март 1958 г., когато в Сливенския затвор, само няколко дни преди изтичане на присъдата му, склопява завинаги очи… Отровен, а според официалната диагноза „вследствие на хранително отравяне“.